# Octomeria tenuis
Octomeria tenuis är en orkidéart som beskrevs av Rudolf Schlechter. Octomeria tenuis ingår i släktet Octomeria och familjen orkidéer. Inga underarter finns listade i Catalogue of Life.